# Steve Watson (Fußballspieler)
Stephen Craig „Steve“ Watson (* 1. April 1974 in North Shields) ist ein ehemaliger englischer Fußballspieler. Als vielseitig einsetzbarer Allround-Spieler war „Watto“ zumeist auf Abwehr- und Mittelfeldpositionen zu finden und zählte aufgrund seiner Mannschaftsdienlichkeit stets zu den Publikumslieblingen. Dabei hinterließ er besonders in den sieben Profijahren bei seinem Heimatklub Newcastle United und später beim FC Everton den nachhaltigsten Eindruck, ohne jedoch einen „großen Titel“ gewinnen zu können. In der englischen A-Nationalmannschaft kam er nicht zum Zuge und musste sich mit zwölf U-21-Partien und später einem Einsatz für die B-Auswahl begnügen.

## Profikarriere

### Newcastle United (1991–1998)
Noch als Teil der Jugendabteilung debütierte Watson im Alter von nur 16 Jahren für die Profimannschaft von Newcastle United. Bei seinem Auftritt in der Zweitligapartie gegen die Wolverhampton Wanderers (1:2) am 10. November 1990 war er der bis dato jüngste Spieler der „Magpies“ und mit 24 Ligaeinsätzen in der Saison 1990/91 unter Trainer Jim Smith sowie später Osvaldo Ardiles ebenso früh eine feste Größe in Newcastle wie in der folgenden Spielzeit 1991/92 mit 28 Einsätzen unter Kevin Keegan, als der Absturz in die dritte Liga knapp verhindert wurde. Bereits ein Jahr später gelang es Keegan, Newcastle United in die Premier League zu führen, woran jedoch Watson nur einen marginalen Anteil hatte, da er nur zweimal zum Zuge gekommen war.
In der höchsten englischen Spielklasse meldete er sich mit 32 Ligaeinsätzen in der Saison 1993/94 zurück und war mitverantwortlich dafür, dass sein Klub auf einem überraschend guten dritten Rang abschloss. In der englischen U-21-Auswahl auf der rechten Außenverteidigerposition mittlerweile zum Stammspieler gereift, setzte ihn Keegan zumeist im Mittelfeld ein, wobei er aber in der zunehmend hochkarätigen Mannschaft spätestens ab 1995 über die Rolle des Ergänzungs- und Einwechselspielers vorerst nicht mehr hinauskam. Erst im April 1996 kam er regelmäßig als Rechtsverteidiger zum Einsatz, nachdem er zuvor auf nahezu allen Positionen ausgeholfen und einmal sogar den Kaderplatz des Ersatztorhüters für ein Spiel eingenommen hatte. Bei den eigenen Anhängern war er mit seiner leidenschaftlichen und kampfbetonten Spielweise bereits zum Publikumsliebling avanciert; zu seinen persönlichen Höhepunkten der Saison 1995/96 zählten die beiden Tore gegen den FC Liverpool in Ligapokal und Premier League.
Auch in der anschließenden Spielzeit 1996/97 verteidigte Watson zumeist seine Position auf der rechten Seite gegenüber dem für teures Geld im Juni 1995 verpflichteten Warren Barton. Dazu kamen einige Partien im Mittelfeld- und Abwehrzentrum, wobei speziell seine gute Leistung in der Innenverteidigung beim 1:0-Erfolg gegen den FC Arsenal Anerkennung fand. Weiteres Indiz für seinen zunehmenden Stellenwert bei Newcastle United, das ab Anfang 1997 von Kenny Dalglish trainiert wurde, war im März 1997 die Übereinkunft zur Unterzeichnung eines neuen Vierjahresvertrag.
Inmitten internationaler „Hochkaräter“ in der Defensive von Newcastle United setzte sich das „Eigengewächs Watson“ auch weiter sportlich durch. Er verteidigte in der Saison 1997/98 seinen regulären Stammplatz auf der rechten Seite und überzeugte im Champions-League-Heimspiel gegen den FC Barcelona in der Innenverteidigung. Dazu wurde er im FA-Cup-Finale gegen den FC Arsenal 15 Minuten vor Schluss beim Stand von 0:2 für Barton eingewechselt, konnte aber als zusätzlicher Stürmer nicht mehr für die Wende sorgen. Mit seinen Leistungen spielte er sich in den Fokus der englischen A-Nationalmannschaft und erhielt für die Partie gegen Kamerun erstmal eine erste Nominierung in den Kader – zu einem Länderspiel für die „Three Lions“ sollte es jedoch nicht kommen. Umso überraschender war Watsons plötzlicher Abgang aus Newcastle im Oktober 1998 in Richtung Aston Villa. Die anschließende Erklärung war, dass Trainer Ruud Gullit bereits über genügend Außenverteidiger im Kader verfügte und deshalb die Ablösesumme von vier Millionen Pfund für Steve Watson in neue Spieler reinvestieren wollte.

### Aston Villa (1998–2000)
Es dauerte auch in Birmingham zunächst nicht lange, bis sich Watson auf der rechten Seite durchgesetzt hatte. Trainer John Gregory ermunterte ihn zudem dazu, sich mit Offensivvorstößen häufiger am Angriffsspiel zu beteiligen, was dann besonders im Zusammenspiel mit dem im März 1999 verpflichteten Steve Stone gut zu funktionieren begann. Ganz im Gegensatz dazu stand die enttäuschende zweite Saison 1999/2000, in der er seine Position als offensiver rechter Außenverteidiger („wing-back“) an den Waliser Mark Delaney verlor und für das FA-Cup-Endspiel gegen den FC Chelsea (0:1) noch nicht einmal nominiert wurde, da an seiner Stelle Youngster Jlloyd Samuel auf der Ersatzbank Platz nahm. So überraschte es wenig, dass „Watto“ im Juli 2000 zum FC Everton weiterzog.

### FC Everton (2000–2005)
Watsons Vielseitigkeit, ob nun als rechter Außenverteidiger oder im Abwehrzentrum, war in einer schwierigen Saison 2000/01 für den FC Everton ein nicht unerheblicher Faktor im Kampf um den Klassenerhalt. Er bestritt 34 Ligaspiele und schoss einen späten Siegtreffer im FA Cup gegen den FC Watford. Aufgrund von großen Verletzungsproblemen in der Spielzeit 2001/02 mimte er gar häufiger einen provisorischen Mittelstürmer, bevor ihn kurze Zeit später eine Knöchelverletzung für drei Monate außer Gefecht setzte. Er tat sich fortan schwer in die Mannschaft zurückzufinden, wofür nach der Ausheilung der Verletzung auch die gute Form seiner Konkurrenten verantwortlich war. Erst im Januar 2003 kehrte er dauerhaft in die Elf zurück und zeigte sich mit vier Toren in vier Spielen ungewohnt torgefährlich – dazu zählte ein spektakulärer Fallrückzieher gegen die Bolton Wanderers. In der zweiten Saisonhälfte eroberte sich dann zunehmend im rechten Mittelfeld einen Stammplatz.
Mit zwei Toren in den ersten drei Spielen der Saison 2003/04 und einem Hattrick gegen Leeds United knüpfte Watson an die guten Eindrücke aus der Vorsaison an, bevor ihn eine Operation an beiden Leisten im Oktober 2003 vier Monate lang pausieren ließ. Nach seiner Rückkehr mangelte es bei ihm offensichtlich sehr an der „Match-Fitness“ und so waren seine Auftritte zu dieser Zeit vergleichsweise schwach. Die Konkurrenz auf seiner Position erarbeitete sich ihm gegenüber währenddessen erneut Vorteile; dazu kam Pech in Form einer weiteren Verletzung aus der Partie gegen Manchester United am Boxing Day 2004, die eine Auszeit von drei Monaten nach sich zog. Zwar zeigte er anschließend seine alten Stärken in der Variabilität – speziell beim Sieg im Rückspiel gegen „United“ auf der Linksverteidigerposition –, aber die Saison 2004/05 war letztlich Watson letztes Jahr für die „Toffees“.

### West Bromwich Albion (2005–2007)
Ablösefrei ging es im Juli 2005 zu West Bromwich Albion. Bei den „Baggies“ war Watson gleichsam als rechter Außenverteidiger, Innenverteidiger, Ausputzer und im Mittelfeld aktiv und schoss im Derby gegen Aston Villa sein erstes und einziges Ligator für den neuen Verein. Trotz weiterer Verletzungsprobleme, die ihn gleich viermal zu Pausen zwangen, kam er auf 30 Ligaeinsätze, an deren Ende aber der Abstieg in die Zweitklassigkeit stand. In den ersten Monaten der folgenden Saison 2006/07 bestritt Watson lediglich zwölf Partien. Dazu kam seine Rückversetzung in die Reservemannschaft und als sich Sheffield Wednesday im Februar 2007 an einem Leihgeschäft interessiert zeigte, einigten sich die beiden Klubs, dass Watson die Runde bei den „Owls“ beenden durfte.

### Sheffield Wednesday (2007–2009)
In Hillsborough kam Watson als Außenverteidiger und im Mittelfeld noch zu elf Ligaeinsätzen in den verbleibenden Saisonspielen und vor Beginn der anschließenden Spielzeit 2007/08 wechselte Watson endgültig (und ablösefrei) nach Sheffield. Mit seiner Erfahrung und abgeklärten Spielweise war er nun – wenn nicht eine Verletzung sein Auflaufen verhinderte – Kapitän und verlängerter Arm von Trainer Brian Laws. Dazu kam ein persönliches Highlight, als ihm im November 2007 gegen Ex-Klub WBA der späte Ausgleich zum 1:1 gelang. Die Saison 2008/09 war Watsons letztes Jahr als aktiver Profifußballer. Er schoss gegen den Lokalrivalen Sheffield United im Oktober 2008 das einzige Tor der Begegnung, aber fortan nahmen die Verletzungen deutlich zu. Letztlich sorgte eine Hüftverletzung für das Karriereende, da im Februar 2009 die Notwendigkeit einer Operation festgestellt wurde und sich der Verein zu Watsons Freistellung entschloss.